# Gurzil
En l'antiga religió amaziga, Gurzil o Agurzil era el déu del tro, una divinitat guerrera representada per un cap de brau. Hauria nascut de la unió del déu Amon i una vaca.

## Història
En els seus combats amb els romans d'Orient, els laguatans, una antiga tribu amaziga, abans d'iniciar-se el combat, llençaven un brau contra els seus adversaris, perquè la lluita els fos favorable. Al segle vi, el poeta Corip esmenta que Ierna, aleshores cap d'aquesta tribu amaziga i també gran sacerdot del déu Gurzil, utilitza aquesta pràctica en la seva guerra contra els romans d'Orient i envia contra les tropes enemigues un brau. Després de la seva desfeta l'any 547, Ierna hauria fugit amb la imatge sagrada de Gurzil, però fou capturat i mort i la imatge destruïda.
Entre els austurians, llur cap complia també la funció de gran sacerdot de Gurzil, que n'era el seu déu principal.
Tot i que no és clar, alguns autors com M'hamed Hassine Fantar interpreten l'ídol que, segons al-Malikí, duia la Kàhina en la seva lluita contra els invasors àrabs musulmans, com un darrer esment d'una imatge del déu Gurzil.

## Culte
Entre les ruïnes de Gerisa, a Líbia, s'ha conservat un temple que podria haver estat dedicat a Gurzil. De fet, el nom de la ciutat també hi podria estar relacionat.
En 1846 es descobrir una inscripció neopúnica a Leptis Magna que esmentava Gurzil, precedit del nom de Saturn, la qual cosa indica la importància que tindria aquesta divinitat.